# Kiev 60
Le Kiev 60 est un appareil photographique moyen format produit par Arsenal à Kiev, en Ukraine.
Son coût de production étant très bas, il est généralement considéré comme une alternative à très bas prix à des systèmes moyen-formats similaires bien plus coûteux comme le Pentax 67. Son design évoque un reflex 35 mm en plus massif. Il est considéré à tort comme une copie du Pentacon Six, autre reflex 6x6 produit dans le bloc soviétique, alors que leur base technique est différente - ces deux appareils n'ont en commun que leur monture d'objectif.
Le Kiev 60 est complètement manuel, utilise du film 120, permet la mesure TTL de la lumière (non couplée à l'objectif) via un prisme interchangeable et utilise un obturateur à plan focal allant de 1/2s à 1/1000s, plus la pose B.
Comme le Kiev 88, de nombreux revendeurs le modifient et l'améliorent, soit pour corriger des défauts existants (comme des réflexions lumineuses parasites par exemple) soit pour ajouter des fonctions comme le relevage du miroir avant la prise de vue.
Il est moins modulable que le Kiev 88 (pas de dos film par exemple), mais a la réputation d'être plus fiable.